# Peter Bartmann
Peter Bartmann (* 7. Mai 1883 in Frankfurt am Main; † 8. November 1964 in Göppingen) war ein promovierter deutscher Jurist, der in den 1950er- und 1960er-Jahren Präsident der Industrie- und Handelskammer Frankfurt am Main war, sowie verschiedene Vorstands- und Verwaltungsposten in Frankfurt am Main besetzte.

## Leben
Peter Bartmann besuchte das Goethegymnasium in Frankfurt am Main und begann nach seinem Abitur ein juristisches Studium. 1913 trat er seine erste Arbeit bei der Privatbank Ernst Wertheimber & Co. an. Kurz darauf wurde er jedoch in den Ersten Weltkrieg eingezogen, wo er bis 1918 diente. Ab 1920 arbeitete er dann als Juniorpartner bei der Ernst Wertheimber & Co. Aufgrund dieser Tätigkeit wurde er schließlich 1928 Mitglied des Aufsichtsrats der Deutschen Effecten und Wechselbank in Frankfurt am Main und 1933 dortiges Vorstandsmitglied. Im Auftrag der Amerikanischen Besatzungsmacht wurde er Mitglied des Bürgerrats in Frankfurt am Main und der Kommission zum Wiederaufbau des Bankwesens und der hessischen Wirtschaft. Die Industrie- und Handelskammer nahm Bartmann ab 1947 als Vorstandsmitglied auf. Zu dieser Zeit saß er bereits im Aufsichtsrat verschiedener Banken und Firmen. Im Jahr 1950 wurde er schließlich Präsident der Industrie- und Handelskammer und besetzte diesen Posten auch bis zu seinem Tod 1964.
Peter Bartmann setzte sich für zahlreiche kulturelle und fördernde Organisationen ein. Dazu gehörten unter anderem die Frankfurter Museumsgesellschaft, der Verein der Freunde und Förderer der Johann Wolfgang Goethe-Universität, das Städelsche Kunstinstitut, das Städtische Waisenhaus, das Clementinen-Kinderhospital und das chemo-therapeutische Forschungsinstitut Georg Speyer. 
Peter Bartmann heiratete 1912 die Bankierstochter Marga Hahn.

## Ehrungen
- 1953: Ehrenplakette der Stadt Frankfurt am Main
- 1953: Verdienstkreuz der Bundesrepublik Deutschland
- 1954: Großes Verdienstkreuz der Bundesrepublik Deutschland
- 1963: Großes Verdienstkreuz mit Stern der Bundesrepublik Deutschland
- Ehrenplakette der IHK Frankfurt am Main
- Ehrenbürger der Frankfurter Universität
- 1963: Goldener Ring der Stadt Frankfurt am Main
- 1964: Ehrenpräsident der IHK Frankfurt am Main